# Possessione (romanzo)
Possessione è un romanzo di A. S. Byatt del 1990, vincitore del Booker Prize. Scritto in risposta a La donna del tenente francese di John Fowles, l'opera esplora l'interesse per tematiche postmoderne di questo e di altri romanzi, che spesso sono caratterizzati come metanarrazione storiografica, un genere che fonde elementi del romanzo storico e del metaromanzo. Il romanzo è stato tradotto da Anna Nadotti e Fausto Galuzzi per Einaudi nel 1992.

## Origine e caratteristiche
A.S. Byatt scrisse intenzionalmente il romanzo in risposta a La donna del tenente francese di John Fowles. Lisa Fletcher cita un brano di Byatt tratto da un saggio in On Histories and Stories:
Il romanzo segue due accademici moderni mentre seguono le tracce lasciate dalla storia d'amore, in precedenza sconosciuta, tra due famosi poeti immaginari, Randolph Henry Ash e Christabel LaMotte. Possessione è ambientato in parte al giorno d'oggi e in parte nel periodo vittoriano; evidenzia le differenze tra le due epoche e satireggia alcuni aspetti della società moderna, come il mondo accademico e i rituali di accoppiamento. La struttura del romanzo comprende passaggi in stili diversi, tra cui stralci di diario, lettere, poesie, e utilizza questi stili e altri congegni narrativi per esplorare l'interesse postmoderno per l'autorità delle narrazioni testuali. Il titolo Possessione sottolinea molti dei temi principali del romanzo: questioni di possesso e indipendenza tra amanti; la pratica di collezionare oggetti dotati di significato storico; e il senso di possesso che i biografi provano verso i loro soggetti.

## Argomento
L'argomento del romanzo è la relazione tra due poeti vittoriani immaginari, Randolph Henry Ash (le cui vita e opere sono approssimativamente basate su quelle dei poeti Robert Browning o Alfred Tennyson; le opere di quest'ultimo sono maggiormente corrispondenti ai temi espressi da Ash, e inoltre Tennyson fu poeta laureato durante il regno della regina Vittoria) e Christabel LaMotte (basata su Christina Rossetti) che viene scoperta da due accademici della nostra epoca, Roland Michell e Maud Bailey. Seguendo una serie di indizi contenuti in lettere e diari, i due si adoperano per scoprire la verità sulla vicenda di Ash e LaMotte prima che vi riescano alcuni colleghi rivali. Il romanzo contiene, inseriti nella narrazione, numerosi testi (lettere, poesie e diari) di cui sono autori i personaggi principali, e in particolare è arricchito dalla poesia attribuita agli immaginari Ash e LaMotte.

## Riassunto della trama
Roland Michell, giovane impacciato e oscuro studioso di letteratura, mentre fa ricerche nella London Library, scopre alcune bozze manoscritte di una lettera dell'eminente poeta vittoriano (immaginario) Randolph Henry Ash diretta a una donna, che lo inducono a sospettare che Ash, sposato, abbia avuto una relazione finora rimasta ignota. Roland, con un atto gravemente scorretto per uno studioso, asporta di nascosto i documenti e inizia a investigare. Individua la destinataria in Christabel LaMotte, una poetessa minore contemporanea di Ash, e contatta la dottoressa Maud Bailey, affermata studiosa di LaMotte e sua lontana parente. Spinta da senso di protezione verso LaMotte, Maud si lascia coinvolgere nel tentativo di Roland di dipanare il mistero. I due studiosi scoprono una corposa corrispondenza e le tracce di una storia d'amore tra i due poeti, con indizi di una vacanza trascorsa insieme durante la quale sospettano che la relazione sia stata consumata. Roland e Maud sono presi dall'ossessione di scoprire la verità; allo stesso tempo le loro vite sentimentali, entrambe insoddisfacenti, si sviluppano e si intrecciano, riecheggiando quelle di Ash e LaMotte. Le storie delle due coppie sono raccontate in parallelo, e arricchite da lettere e poesie di entrambi i poeti immaginari.
La notizia della relazione tra Ash e LaMotte farà scalpore e contribuirà alla reputazione degli scopritori nel mondo accademico per l'importanza dei poeti coinvolti, e alcuni colleghi di Roland e Maud, spinti da vari motivi, entrano in gara con loro per scoprire la verità. Si scopre che il matrimonio di Ash fu sterile e non consumato, ma che ciononostante egli continuò ad amare la moglie Ellen e le rimase devoto. Ash e LaMotte ebbero una breve, appassionata relazione, che indusse al suicidio Blanche Glover, compagna (e forse amante) di LaMotte, e alla nascita in segreto di una figlia illegittima di LaMotte, rifugiatasi in Bretagna presso parenti. LaMotte consegnò la bambina alla sorella perché la allevasse e la facesse passare come sua figlia.
Nel giorno in cui la Grande Tempesta del 1987 colpisce l'Inghilterra, tutti gli interessati (moderni) si ritrovano in una drammatica scena presso la tomba di Ash, dove alcuni documenti depostivi dalla moglie di Ash e ritenuti contenere la chiave del mistero vengono esumati. Leggendoli, Maud scopre che invece di essere imparentata con la sorella di LaMotte, come aveva sempre creduto, è discendente diretta della figlia illegittima di Ash e LaMotte. Maud quindi è l'erede della loro corrispondenza. Liberato dall'oscurità e da una relazione senza sbocchi, Roland pone rimedio al potenziale suicidio professionale dovuto al furto delle bozze e vede aprirsi una promettente carriera accademica. Maud, che ha trascorso la sua vita adulta in uno stato emotivamente inaccessibile, scopre il proprio lato umano e una possibile futura felicità insieme a Roland. La triste storia di Ash e LaMotte, divisi dai costumi del tempo e condannati al segreto e alla separazione, trova una sorta di risoluzione attraverso Roland e Maud, come in una commedia classica.

## Trasposizione cinematografica
Il romanzo è stato trasposto nel film Possession - Una storia romantica del 2002 diretto da Neil LaBute.

## Edizioni italiane
- Antonia Susan Byatt, Possessione, Einaudi, 1992, ISBN 978-88-06-13615-4.